# Varechovce
Varechovce é um município da Eslováquia, situado no distrito de Stropkov, na região de Prešov. Tem 10,59 km² de área e sua população em 2018 foi estimada em 149 habitantes.

## Demografia
| Ano:        | 1994 | 2004    | 2014   | 2024    |
| ----------- | ---- | ------- | ------ | ------- |
| Broj ljudi: | 181  | 160     | 165    | 135     |
| Razlika:    |      | -11,60% | +3,12% | -18,18% |

| Ano:               | 2023 | 2024   |
| ------------------ | ---- | ------ |
| Número de pessoas: | 146  | 135    |
| Diferença:         |      | -7,53% |